# Leonida Frascarelli
Leonida Frascarelli (Rome, 21 februari 1906 – aldaar, 18 juni 1991) was een Italiaans wielrenner.

## Belangrijkste overwinningen
1926
- Eindklassement Ronde van Campanië

1928
- Ronde van Umbrië

1929
- 1e en 2e etappe Ronde van Campanië
- Eindklassement Ronde van Campanië
- Ronde van Toscane

1930
- 2e en 14e etappe Ronde van Italië

## Resultaten in voornaamste wedstrijden
| Jaar | Ronde van Italië | Ronde van Frankrijk | Ronde van Spanje |
| ---- | ---------------- | ------------------- | ---------------- |
| 1929 | ↑                |                     |                  |
| 1930 | 18e (2)          | opgave              |                  |